# ألفرد فاولر
ألفرد فاولر هو شخصية أعمال كندي، ولد في 13 يناير 1885 في Welsford, Kings, Nova Scotia ‏ في كندا، وتوفي في 4 ديسمبر 1973 في هارتفورد في الولايات المتحدة.

## وصلات خارجية
- ألفرد فاولر على موقع إن إن دي بي (الإنجليزية)